# Панталия
Панталия (укр. Панталія) — село в Привольненской сельской общине Дубенского района Ровненской области Украины.
Население по переписи 2001 года составляло 401 человек. Почтовый индекс — 35608. Телефонный код — 3656. Код КОАТУУ — 5621685605.